# Nora-Jane Noone

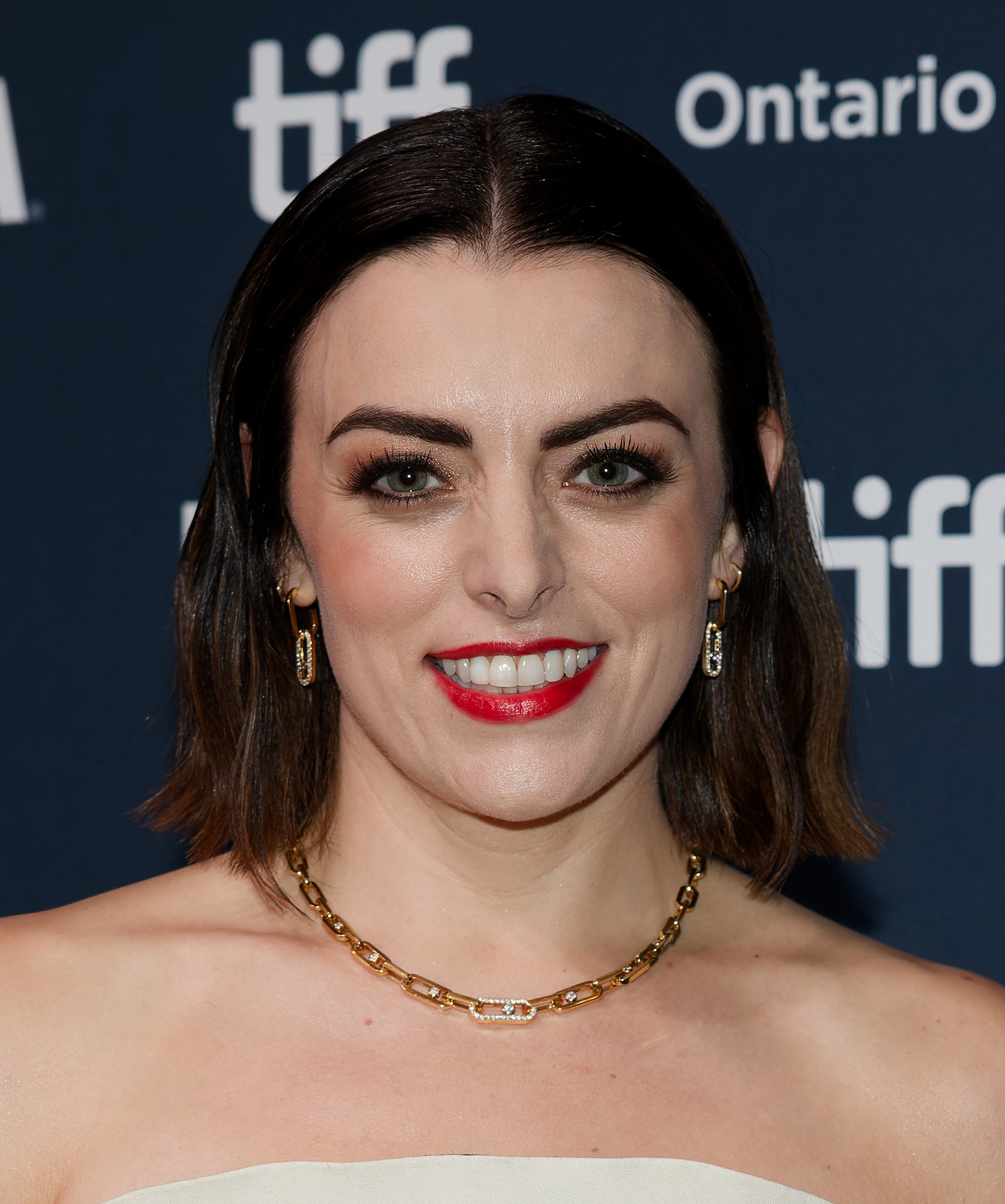
Nora-Jane Noone (2024)

Nora-Jane Noone (* 8. März 1984 in Galway) ist eine irische Schauspielerin. Am bekanntesten ist sie für ihre Rolle der Bernadette im Film Die unbarmherzigen Schwestern (2002).

## Leben und Karriere
Der 1984 im westirischen Galway geborenen Nora-Jane Noone wurde bereits in jungen Jahren eine künstlerische Bildung zu teil. So sammelte sie bereits während ihrer Schulzeit erste Erfahrungen als Darstellerin in Schulaufführungen sowie als Sängerin und Musikerin. Ihre schauspielerische Ausbildung erhielt sie an der Performing Arts School Galway. 2004 machte sie ihren Abschluss in Naturwissenschaft an der National University of Ireland, Galway.
2002 gab Noone schließlich ihr vielbeachtetes Schauspieldebüt im britisch-irischen Filmdrama Die unbarmherzigen Schwestern unter der Regie von Peter Mullan. Gemeinsam mit dem gesamten Schauspielensemble erhielt sie hierfür 2003 den BAFTA-Award. In der Folge schlossen sich weitere Filmproduktionen an wie beispielsweise The Descent – Abgrund des Grauens (2005) und Doomsday – Tag der Rache (2008) des Regisseurs Neil Marshall. Seit 2010 spielt sie neben Hauptdarsteller und Titelfigur Iain Glen die junge Polizistin Kate Noonan in der irischen Krimireihe Jack Taylor.

## Filmografie (Auswahl)
- 2002: Die unbarmherzigen Schwestern (The Magdalene Sisters)
- 2004: Ella – Verflixt & zauberhaft (Ella Enchanted)
- 2004: News for the Church (Kurzfilm)
- 2004: The Listener (Kurzfilm)
- 2005: The Descent – Abgrund des Grauens (The Descent)
- 2005: Coronation Street (Fernsehserie, 9 Episoden)
- 2005: Holby City (Fernsehserie, eine Episode)
- 2006: Afterlife (Fernsehserie, eine Episode)
- 2007: Speed Dating
- 2008: Doomsday – Tag der Rache (Doomsday)
- 2008: Beyond the Rave
- 2008: Insatiable
- 2009: Legend of the Bog
- 2009: Savage
- 2009: The Descent 2 – Die Jagd geht weiter (The Descent Part 2)
- 2009: Through the Night (Kurzfilm)
- 2009: The Bus Driver (Kurzfilm)
- 2009: Stranded (Kurzfilm)
- seit 2010: Jack Taylor (Krimireihe)
- 2010: Small Change (Kurzfilm)
- 2013: Wasted (Kurzfilm)
- 2015: Brooklyn – Eine Liebe zwischen zwei Welten (Brooklyn)
- 2017: 12 Feet Deep
- 2019: Darlin’
- 2020: Wildfire
- 2022: Die Ipcress-Datei (The Ipcress File)
- 2024: Bring Them Down